# 딥페이크
딥페이크(deepfake), 딥 러닝(deep learning)과 가짜(fake)의 혼성어로 인공 지능을 기반으로 한 인간 이미지 합성 기술이다. 생성적 적대 신경망(GAN)라는 기계 학습 기술을 사용하여, 기존의 사진이나 영상을 원본이 되는 사진이나 영상에 겹쳐서 만들어낸다.
음성이나 그림을 모조하는 기술은 이전에도 존재했지만, 딥페이크는 얼굴 인식 알고리즘과 변분 오토인코더(VAE), 생성적 적대 신경망(GAN) 등의 인경신경망 기술과 같은 기계 학습과 인공지능 기술을 활용한다는 점에서 차이가 있다. 이미지 포렌식 분야에서는 조작된 이미지를 탐지하는 기술을 개발하고 있다. 딥페이크는 딥페이크 포르노그래피를 포함한 유명인의 가짜 섹스 동영상이나 가짜 리벤지 포르노, 가짜 뉴스나 날조, 집단 따돌림, 금융 사기를 위해 사용되어 논란이 되기도 한다.
학계에서는 딥페이크가 허위 정보나 혐오 표현을 퍼뜨리거나 선거에 개입할 가능성에 대해 우려하고 있다. 정보기술 산업계와 각국 정부들을 이에 대응해 딥페이크를 탐지하거나 사용처를 제한할 것을 권장하고 있다.

## 역사

스테이블 디퓨전으로 생성된 여배우 시드니 스위니의 딥페이크 모습

사진 조작은 19세기에 개발되어 곧 영화에 적용되었다. 기술은 20세기에 꾸준히 발전했으며, 디지털 비디오의 출현으로 더욱 빠르게 발전했다.
딥페이크 기술은 1990년대부터 학술 기관의 연구원들에 의해 개발되었고 이후에는 온라인 커뮤니티의 아마추어들에 의해 개발되었으며, 최근에는 업계에서도 사용하기 시작했다.

### 아마추어 개발 시기
딥페이크라는 용어가 처음 등장한 것은 2017년 말 한 레딧 이용자의 합성 포르노그래피 게시물이었다. 레딧 커뮤니티 r/deepfakes에서는 사용자들이 만든 딥페이크를 서로 공유했는데, 대부분은 포르노그래피 영상에 등장하는 신체에 유명인의 얼굴을 합성한 것이었으며 니콜라스 케이지의 얼굴을 각종 영화 장면에 합성한 것과 같이 포르노그래피가 아닌 것도 일부 있었다.
r/SFWdeepfakes 등의 온라인 커뮤니티에서는 포르노그래피가 아닌 딥페이크를 공유했다. 레딧에서 딥페이크 포르노그래피 게시가 금지된 다음에는 다른 온라인 커뮤니티로 옮겨졌다.

### 상업적 개발
2018년 1월 사용자가 얼굴을 쉽게 엇바꿀수있는. 사유 데스크톱 애플리케이션인 FakeApp이 출시되었다. 이후 페이스앱의 대체제로 Faceswap, DeepFaceLab 등 오픈 소스 소프트웨어와 DeepfakesWeb.com와 같은 웹 기반 앱들이 등장했다.
대기업들도 딥페이크를 사용하기 시작했다. Synthesia는 아바타와 그들의 목소리를 사용한 딥페이크 기술로 맞춤형 기업 교육 영상을 제작한다. 모바일 앱 Momo는 Zao라는 애플리케이션을 만들어 사용자가 한 장의 사진만으로 TV와 영화 클립에 자신의 얼굴을 합성할 수 있게 했다. 2019년 일본의 AI 기업 DataGrid는 처음부터 사람 전신을 만들어낼 수 있는 딥페이크를 제작했다..
2020년 3월에는 모바일 기기에서 유명인의 딥페이크 영상을 만들 수 있는 앱인 Impressions가 출시되었다.

### 재등장
딥페이크 기술은 고인을 영상으로 다시 불러오는데도 사용되고 있다. 2020년 10월 29일 킴 카다시안은 Kaleida가 움직임, 모션 트래킹, SFX, VFX, 그리고 딥페이크 기술을 조합하여 제작한 로버트 카다시안의 홀로그래피 영상을 게시했다.
2022년 《아메리카 갓 탤런트 시즌 17》에서 엘비스 프레슬리의 딥페이크 영상이 사용되었다.

## 예시 사건

### 버락 오바마
2018년 4월 17일, 미국 배우 조던 필, 버즈피드 및 몽키포 프로덕션스(Monkeypaw Productions)는 버락 오바마가 도널드 트럼프의 이름을 저주하고 부르는 모습을 묘사한 버락 오바마의 딥페이크를 유튜브에 게시했다. 이 딥페이크에서는 필의 목소리와 얼굴이 오바마의 목소리와 얼굴로 변형되고 조작되었다. 이 영상의 목적은 딥페이크의 위험한 결과와 위력, 그리고 딥페이크가 어떻게 누군가를 말하게 만들 수 있는지를 묘사하는 것이었다.

### 도널드 트럼프

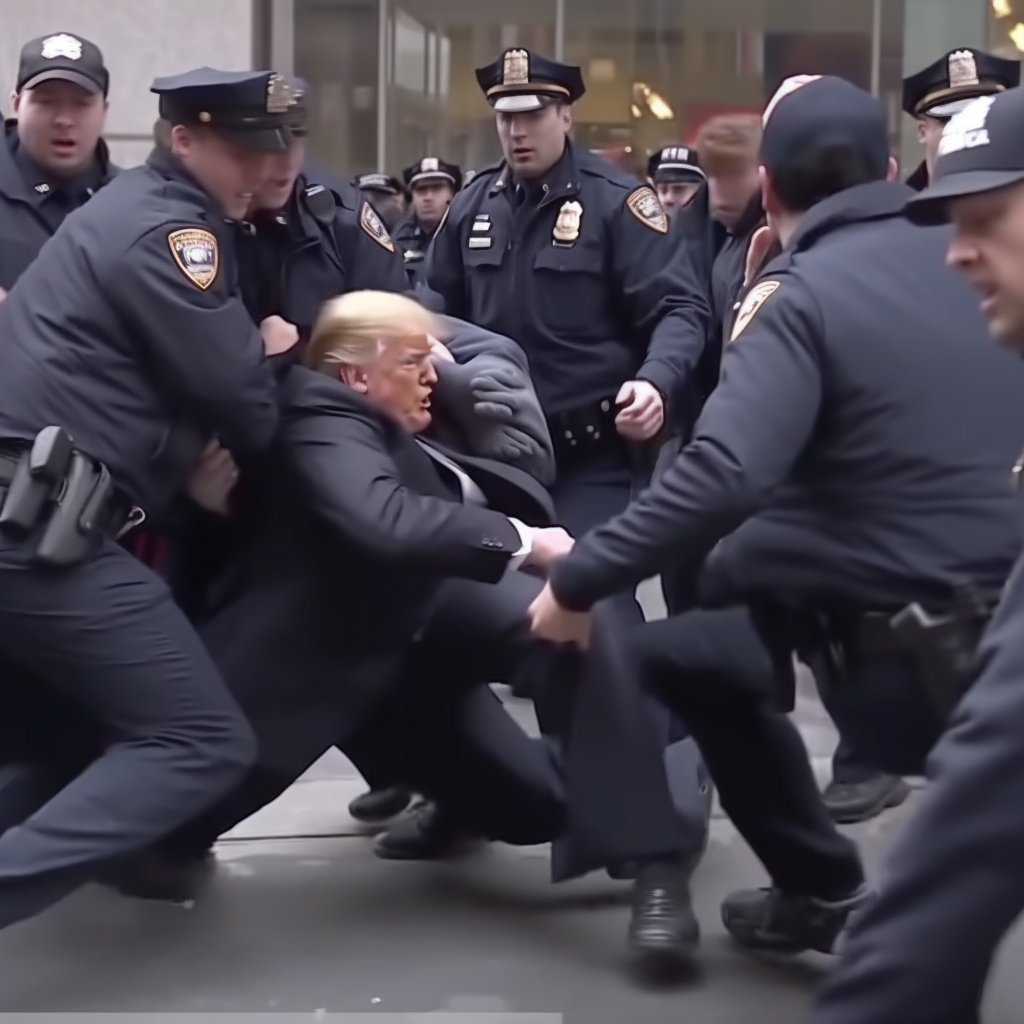
Midjourney로 만든 도널드 트럼프 체포 이미지

2019년 5월 5일, 더프페이크스(Derpfakes)는 NBC의 더 투나잇 쇼(The Tonight Show)에서 지미 팰런의 촌극을 바탕으로 도널드 트럼프의 딥페이크를 유튜브에 게시했다. 2016년 5월 4일 방영된 원작 촌극에서 지미 팰런은 도널드 트럼프 복장을 하고 버락 오바마와의 전화통화에 참여하는 척하며 인디애나에서의 첫 승리를 자랑하는 듯한 방식으로 대화를 나누었다. 딥페이크에서는 지미 팰런의 얼굴이 도널드 트럼프의 얼굴로 바뀌었지만 오디오는 동일하게 유지되었다. 이 딥페이크 영상은 더프페이크스가 코믹한 의도로 제작했다.
2023년 3월, 트럼프를 제지하는 뉴욕 경찰국의 모습을 보여주는 일련의 이미지가 등장했다. Midjourney를 사용하여 생성된 이미지는 처음에 엘리엇 히긴스(Eliot Higgins)가 트위터에 게시했지만 나중에 맥락 없이 다시 공유되어 일부 시청자는 이 사진이 실제 사진이라고 믿게 되었다.

## 같이 보기
- 생성형 인공지능
- 가상 비서
- 불쾌한 골짜기